# Pentti Hämäläinen

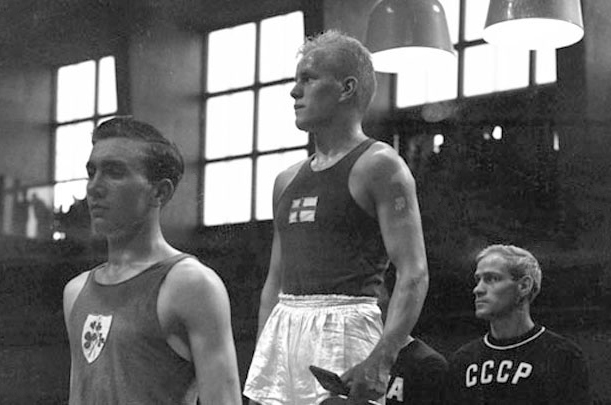

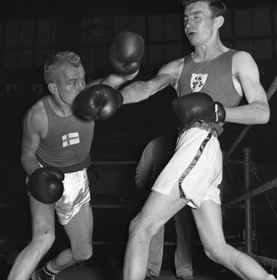

Pentti Hämäläinen est un boxeur finlandais né le 19 décembre 1929 et mort le 11 décembre 1984 à Kotka.

## Carrière
Il devient champion olympique des poids coqs aux Jeux d'Helsinki en 1952 après sa victoire en finale contre l'Irlandais John McNally. Quatre ans plus tard, il remporte la médaille de bronze aux Jeux de Melbourne mais cette fois dans la catégorie poids plumes. Au cours de sa carrière amateur, Hämäläinen décroche également sept titres nationaux et deux médailles de bronze aux championnats d'Europe.

## Parcours auxJeux olympiques
Jeux olympiques d'été de 1952 à Helsinki (poids coqs) :
- Bat Thomas Nicholls (Grande-Bretagne) 3-0
- Bat Henryk Niedzwiedzki (Pologne) 3-0
- Bat Helmuth von Gravenitz (Afrique du Sud) 3-0
- Bat Gennadiy Garbuzov (URSS) 3-0
- Bat John McNally (Irlande) 2-1

 Jeux olympiques d'été de 1956 à Melbourne (poids plumes) :
- Bat Martin Smyth (Irlande) par KO au 2e round
- Bat Bernard Schroter (Allemagne) aux points
- Bat Jan Zachara (Tchécoslovaquie) aux points
- Perd contre Thomas Nicholls (Grande-Bretagne) aux points